# Аллен, Кристал
Кри́стал А́ллен (англ. Crystal Allen; 13 августа 1972, Ориндж, Калифорния, США) — американская актриса

.

## Биография и карьера
Кристал Аллен родилась 13 августа 1972 года в Ориндже (штат Калифорния, США). Выросла в Камроузе (провинция Альберта, Канада), но затем вернулась в родной штат, где сейчас и проживает в Лос-Анджелесе. Сохранила двойное, американское и канадское, гражданство.
Аллен появлялась в гостевых ролях, включая роли в эпизодах таких сериалов, как «Секс в большом городе», «Эд», «Клан Сопрано», «Юристы Бостона», «Звёздный путь: Энтерпрайз», «Военно-юридическая служба», «Отчаянные домохозяйки» и других. Она снялась в оригинальном фильме канала Hallmark Channel «Как полюбить соседку». Она появилась во многих рекламных роликах, включая рекламу Tic Tac Mints, Nissan и Almay.

## Избранная фильмография
| Год  |    | Русское название                    | Оригинальное название                   | Роль                          |
| ---- | -- | ----------------------------------- | --------------------------------------- | ----------------------------- |
| 1998 | ф  | Легионер                            | Legionnaire                             |                               |
| 1999 | с  | Секс в большом городе               | Sex and the City                        | Красивая девушка              |
| 2002 | с  | Клан Сопрано                        | The Sopranos                            | Лиза                          |
| 2002 | ф  | Госпожа горничная                   | Maid in Manhattan                       | Девушка Мистера Леффертса     |
| 2003 | с  | Морская полиция: Спецотдел          | NCIS                                    | Лора                          |
| 2004 | с  | Вечное лето                         | Summerland                              | Пэтти                         |
| 2005 | с  | Юристы Бостона                      | Boston Legal                            | Мэдди Тайлер                  |
| 2005 | с  | Военно-юридическая служба           | JAG                                     | Старший офицер Присцилла Форд |
| 2005 | с  | Звёздный путь: Энтерпрайз           | Star Trek: Enterprise                   | Д'Неш                         |
| 2005 | с  | Объявлен в розыск                   | Wanted                                  | Линда                         |
| 2006 | тф | Как полюбить соседку                | Falling in Love with the Girl Next Door | Тереза Коннолли               |
| 2007 | с  | Отчаянные домохозяйки               | Desperate Housewives                    | Келли                         |
| 2007 | ф  | Звёздный путь людей и богов         | Star Trek: Of Gods and Men              | Яра                           |
| 2008 | тф | Анаконда 3: Цена эксперимента       | Anaconda 3: Offspring                   | Аманда Хэйес                  |
| 2008 | с  | Побег                               | Prison Break                            | Тия                           |
| 2011 | с  | Роковые красотки                    | Femme Fatales                           | Ронда                         |
| 2011 | с  | Хейвен                              | Haven                                   | Коллин Пирс                   |
| 2012 | с  | Следствие по телу                   | Body of Proof                           | Ванесса Уинтерс               |
| 2013 | с  | Касл                                | Castle                                  | Полин Дегармо                 |
| 2015 | с  | Анатомия страсти                    | Grey's Anatomy                          | Хезер                         |
| 2016 | с  | Мыслить как преступник: За границей | Criminal Minds: Beyond Borders          | Джессика Вулф                 |
| 2016 | с  | Сверхъестественное                  | Supernatural                            | Розлин                        |
| 2017 | с  | Дни нашей жизни                     | Days of Our Lives                       | Мать                          |